# أمينة موسى
أمينة موسى (29 مارس 1968 -)، ممثلة عمانية. بدأت حياتها الفنية بأواخر الثمانينات من القرن العشرين وقدمت العديد من الأعمال الفنية والتي مازل الجمهور يذكرها حتى الآن ولكنها لم تستمر في هذا المجال وابتعدت عن المجال الإعلامي عدة سنوات ألا انها عادت مجددأ من خلال المسلسل الكارتوني (عائلة شمسة).

## أعمالها

### المسلسلات التلفزيونية
- صيف حار
- سلوم الحافي
- سعيد وسعيدة
- المسلسل الكارتوني عاى لة شمسة
- ومع مؤسسة الإنتاج البرامجي المشترك لدول الخليج العربي مسلسل آخر العنقود
- ومع تلفزيون قطر مسلسل الوريث ومسلسل الناس بيزات
- وفي الإذاعة قدمت العديد من المسلسلات اهمها مسلسل اللي يعيش يا ما يشوف
- بالإضافة إلى مسرحية أفراح وجراح